# Revolución Social
Revolución Social är en ort i Mexiko.   Den ligger i kommunen Nombre de Dios och delstaten Durango, i den centrala delen av landet, 700 km nordväst om huvudstaden Mexico City. Revolución Social ligger 1 916 meter över havet och antalet invånare är 312.
Terrängen runt Revolución Social är platt åt nordost, men åt sydväst är den kuperad. Runt Revolución Social är det ganska glesbefolkat, med 23 invånare per kvadratkilometer. Närmaste större samhälle är Vicente Guerrero, 5,6 km öster om Revolución Social. Trakten runt Revolución Social består i huvudsak av gräsmarker.